# الضهور (إب)

تعديل مصدري - تعديل

الضهور محلة تابعة لقرية المناخ، التابعة لعزلة ميتم بمديرية إب إحدى مديريات محافظة إب في الجمهورية اليمنية.، بلغ تعداد سكانها 288 حسب تعداد اليمن لعام 2004.